# Гед
Гед (мађ. Göd) град је у Мађарској. Гед је значајан град у оквиру жупаније Пешта, а истовремено и важно предграђе престонице државе, Будимпеште.
Гед има 17.587 становника према подацима из 2009. године.

## Географија
Град Гед се налази у северном делу Мађарске. Од престонице Будимпеште град је удаљен 20 km северно. Град се налази у северном делу Панонске низије, близу Дунава.

## Историја
У месту делује Српска мањинска самоуправа под председништвом Анице Пандуровић за период 2014-2019.

## Становништво
По процени из 2017. у граду је живело 18.625 становника.
| 1990.  | 2001.  | 2011.  | 2017.  |
| ------ | ------ | ------ | ------ |
| 12.754 | 15.224 | 17.476 | 18.625 |

## Галерија
- Поглед на град Гед
- Стари велепосед
- Нови тржни центар
- Ресторан